# Linha de Vinhais
A Linha de Vinhais foi um projecto abandonado para uma linha férrea em Portugal, que ligaria Valpaços a Vinhais, servindo Torre de Dona Chama. A estação de Valpaços seria parte igualmente do projecto abandonado da Transversal de Valpaços, entre Pedras Salgadas ou Vila Pouca de Aguiar da Linha do Corgo, e Mirandela, na Linha do Tua. Ambos os projectos faziam parte do Plano Geral da Rede Ferroviária, introduzido pelo Decreto n.º 18:190, de 28 de Março de 1930.